# The Thrills
The Thrills is een Ierse band, die kenmerkende eigentijdse jaren 1960-gitaarpop speelt.

## Bezetting
Oprichters
- Conor Deasy (zang)
- Daniel Ryan (zang, basgitaar, banjo)

Huidige bezetting
- Conor Deasy (zang)
- Daniel Ryan (zang, basgitaar, banjo)
- Padraic McMahon (zang, basgitaar, gitaar)
- Kevin Horan (keyboards)
- Ben Carrigan (drums)

## Geschiedenis
Daniel Ryan en Conor Deasy groeiden op als buren in Dublin en waren sinds hun kindertijd vrienden. Samen ontdekten ze hun liefde voor voetbal en muziek. Op 10-jarige leeftijd kregen beide hun eerste gitaar en vijf jaar later besloten ze om een band te formeren. Kevin Horan zat bij Conor Deasy op school, Ben Carrigan en Deasy ontmoetten elkaar in de muziekschool. Padraic McMahon kwam later erbij. Sindsdien, rond 1996, volgden geen mutaties meer.
Toen ze in 1999 hun schooltijd beëindigden, besloten ze naar Californië te gaan, waar ze in een strandhuis woonden. Deze sfeer namen ze vier maanden later mee terug naar Ierland. Spoedig daarna kregen ze een aanbieding van Supremo Records en in 2001 tekenden ze hun eerste platencontract, dat na een korte periode weer werd ontbonden. De vijf muzikanten lieten zich daardoor niet ontmoedigen, zochten een nieuwe manager en namen nieuwe demo's op. Onverwachts toonden meerdere labels interesse in de band en tekenden ze een contract bij Virgin Music.
Nog voordat ze het contract hadden getekend, vereerde frontman Morrissey van The Smiths The Thrills met een bezoek in hun repetitieruimte en maakte deze hun het aanbod om tijdens diens tournee door de Verenigde Staten erbij te zijn. In september 2002 stonden The Thrills voor de eerste keer als voorband van Morrissey in de Royal Albert Hall op het podium.
Kort daarna vloog de band opnieuw naar de Verenigde Staten om daar hun eerste album So Much For the City op te nemen. De cd had enig succes. The New York Times koos ze zelfs tot het tweede beste album van het jaar. Het debuutalbum plaatste zich ook in het Verenigd Koninkrijk in de hitlijst (#3) en in Ierland haalden ze zelfs de toppositie. Hun tweede album Let's Bottle Bohemia nam de band in 2004 op met de producent Dave Sardy. Intussen hebben The Thrills 170 optredens afgewerkt.

## Discografie

### Singles
- 2002: Santa Cruz (You're Not That Far) (heruitgebracht in 2003)
- 2003: One Horse Town
- 2003: Big Sur
- 2003: Don't Steal Our Sun
- 2004: Whatever Happened to Corey Haim?
- 2004: Not for All the Love in the World
- 2005: The Irish Keep Gate Crashing
- 2007: Nothing Changes around Here

### Albums
- 2003: So Much for the City
- 2004: Let's Bottle Bohemia
- 2007: Teenager